# Carlos Sosa
Carlos Adolfo Sosa, né le 21 juillet 1919 à Buenos Aires et mort le 2 mars 2009 dans la même ville, est un footballeur argentin reconverti entraîneur.

## Biographie
Il commence sa carrière avec le Club Atlético Atlanta en 1939, puis rejoint le Boca Juniors en 1941, où il joue latéral droit jusqu'en 1951. Il est sélectionné à douze reprises en Équipe d'Argentine entre 1945 et 1946.
À la fin de l'année 1952, il gagne la France, où il joue pour le RC Paris jusqu'en 1958. Il termine sa carrière de joueur au Red Star l'année suivante.
De retour en Argentine, il entraîne brièvement l'équipe de Boca Juniors en 1960.

## Palmarès
- Champion d'Argentine
  - 1943 avec Boca Juniors
  - 1944 avec Boca Juniors

- Vainqueur de la Copa América
  - 1945 avec l'équipe d'Argentine
  - 1946 avec l'équipe d'Argentine

En 2000, Carlos Sosa fait partie d'une sélection des meilleurs joueurs argentins de tous les temps établi par le quotidien Clarín.